# Деметрос
Деметрос — негус Ефіопії з Соломонової династії.

## Життєпис
Деметрос зійшов на імператорський престол завдяки зусиллям деджазмача Гугси та його брата Алули, які закували його попередника, Саломона III, у ланцюги. За чотири дні він зробив Гугсу правителем Бегемдеру. Утім, у березні наступного року до Гондера повернувся Текле Гійоргіс I та, за підтримки раса Волде Селассіє, знову зайняв трон.
Відновлення Деметроса на імператорському престолі не було подією урочистою: поки Текле Гійоргіс перебував за межами столиці, Деметроса силоміць тягнули на трон та змусили бути номінальним правителем. Вдруге Деметрос керував імперією рівно рік.
Помер наприкінці 1802 року.